# Josep Esquirol i Grau
Josep Esquirol i Grau (Vilafranca del Penedès, 1933 - Barcelona, 1985) fou un eclesiàstic català. Va ser rector de la parròquia de Ca n'Oriac de Sabadell i, successivament, fou destinat a les parròquies de Can Rull i Can Puiggener. Feia la jornada laboral en una impremta, com un treballador més, i les hores lliures les esmerçava en visites a la gent del barri per ajudar-los en tot allò que necessitessin. Va ser, a més, un destacat lluitador antifranquista. La seva darrera destinació, per desig personal, el portà a Vilafranca, la ciutat on havia nascut. També fou rector a la parròquia del Raval de Santa Coloma de Gramenet.